# 光澤深鰩
光澤深鰩（學名：Pavoraja nitida），為軟骨魚綱鰩目單鰭鰩科深鰩屬的一種，分布於東印度洋澳洲東南部南澳大利亞及新南威爾斯海域，為特有種，深度30至390公尺，體長可達36.8公分，棲息在大陸棚軟底質海域，為深海底棲性魚類，屬肉食性，卵生, 卵囊呈長橢圓形，角落帶有尖硬的角，生活習性不明。